# Oselstraße 38

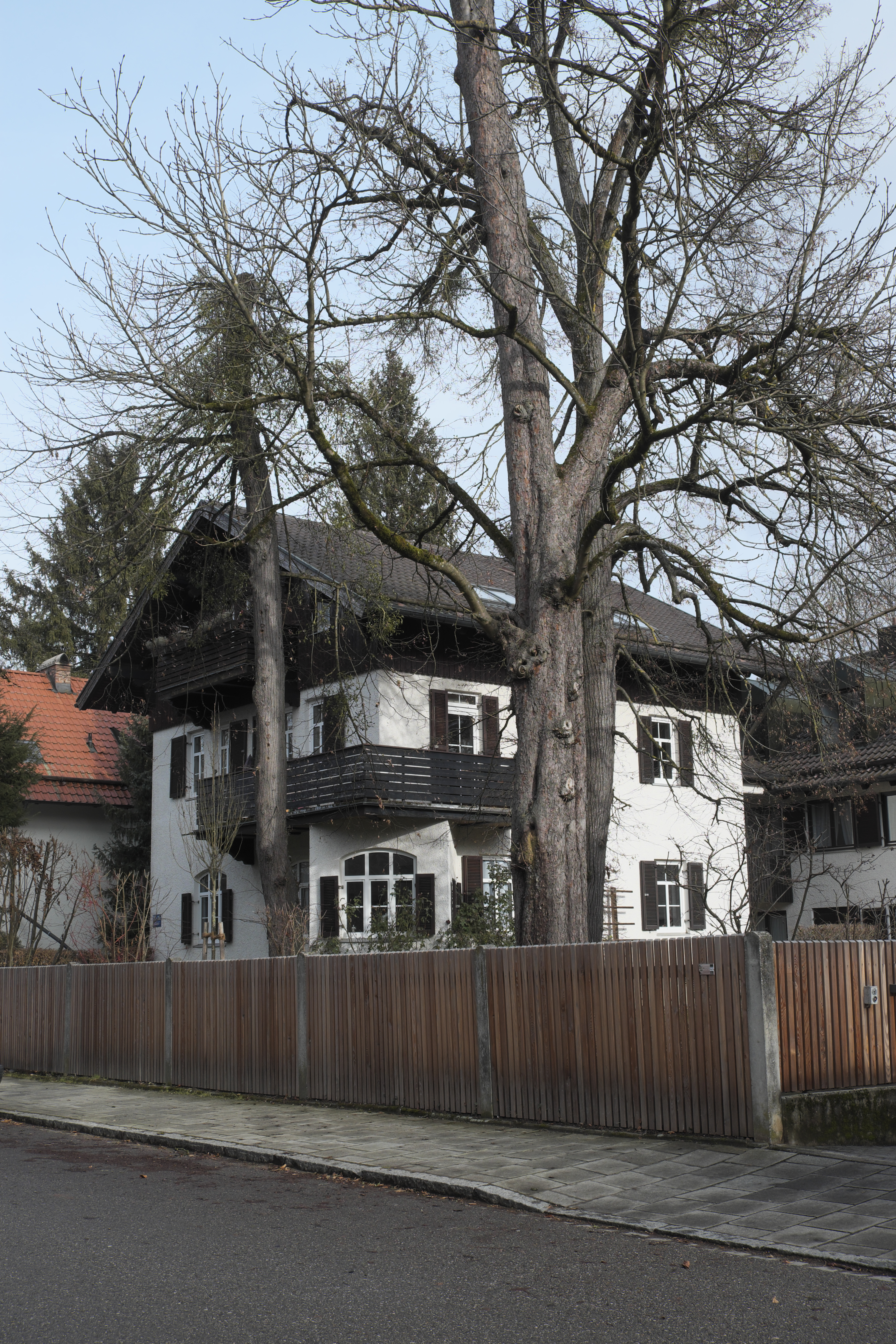
Villa Oselstraße 38 im Stadtteil Obermenzing von München

Das Gebäude Oselstraße 38 im Stadtteil Obermenzing der bayerischen Landeshauptstadt München wurde 1893 errichtet. Die Villa in der Oselstraße, die zur Frühbebauung der Villenkolonie Pasing I gehört, ist ein geschütztes Baudenkmal.
Der zweigeschossige Satteldachbau mit schräg gestelltem Eckerker, holzverkleidetem Giebel und Holzbalkon wurde vom Büro August Exter im Heimatstil errichtet. Das Haus Oselstraße 28 ist identisch, weshalb man von einem standardisierten Typus aus dem Büro Exter sprechen kann.
Das Haus wurde nach 1980 umgebaut.